# Leicester (stacja kolejowa)

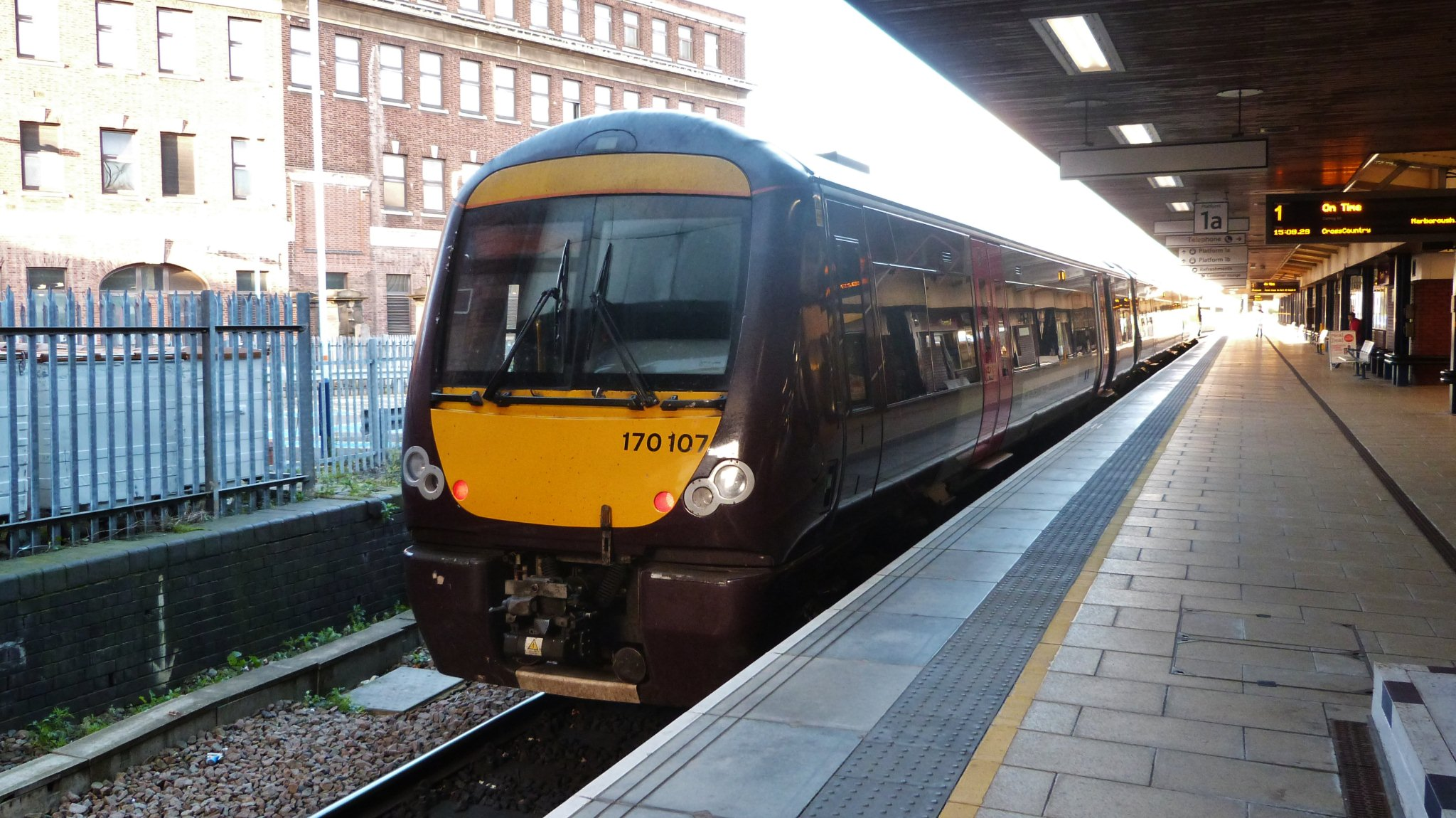
Pociąg przy peronie 1a

Stacja kolejowa Leicester (Leicester railway station) – stacja kolejowa w Leicesterze, w Anglii. W roku statystycznym 2008/09 skorzystało z niej ok. 5,132 mln pasażerów. Przewoźnikiem zarządzającym stacją jest East Midlands Trains, obsługuje ją również CrossCountry. 